# Olavo Viana Moog
Pour les articles homonymes, voir Moog (homonymie).
Le colonel Olavo Vianna Moog a commandé le Bataillon de la Garde Présidentielle brésilienne du 14 avril 1961 au 27 septembre 1961. Il a été aussi secrétaire à la sécurité publique de l'État de São Paulo de août 1969 à mars 1970.
Il a été le commandant tactique des opérations qui mirent fin à la Guérilla de l'Araguaia, sous le nom de Operação Papagaio (« Opération Perroquet »). Il est accusé d'avoir participé activement à la torture, durant les affrontements, par le groupe de défense des droits de l'homme Tortura Nunca Mais ("Plus jamais de torture"). Il a défini la Guérilla de l'Aragaguaia comme ayant été « le plus important mouvement armé rural qui ne se soit produit au Brésil, principalement pour avoir été le plus organisé ».